# Williams FW45
Chronologie des modèles (2023)
Williams FW44 Williams FW46
La Williams FW45 est la monoplace de Formule 1 engagée par l'écurie britannique Williams F1 Team dans le cadre du championnat du monde de Formule 1 2023. Elle est pilotée par l'Américain Logan Sargeant, qui effectue sa première saison dans la discipline, et le Thaïlandais Alexander Albon.

## Présentation
La livrée est dévoilée le 6 février 2023 en même temps que son partenariat avec le pétrolier Gulf.
La monoplace effectue ses premiers tours de piste une semaine plus tard le 13 février 2023 sur le circuit de Silverstone avec le duo de pilote Logan Sargeant et Alexander Albon avec le dévoilement du design de la monoplace pour le championnat 2023. 
Williams conçoit une voiture plus performante que les années précédentes et obtient son meilleur classement en championnat depuis 2017.

## Résultats en championnat du monde de Formule 1
| Saison | Écurie          | Moteur                                                  | Pneus   | Pilotes         | Courses | Courses | Courses | Courses | Courses | Courses | Courses | Courses | Courses | Courses | Courses | Courses | Courses | Courses | Courses | Courses | Courses | Courses | Courses | Courses | Courses | Courses | Points inscrits | Classement |
| Saison | Écurie          | Moteur                                                  | Pneus   | Pilotes         | 1       | 2       | 3       | 4       | 5       | 6       | 7       | 8       | 9       | 10      | 11      | 12      | 13      | 14      | 15      | 16      | 17      | 18      | 19      | 20      | 21      | 22      | Points inscrits | Classement |
| ------ | --------------- | ------------------------------------------------------- | ------- | --------------- | ------- | ------- | ------- | ------- | ------- | ------- | ------- | ------- | ------- | ------- | ------- | ------- | ------- | ------- | ------- | ------- | ------- | ------- | ------- | ------- | ------- | ------- | --------------- | ---------- |
| 2023   | Williams Racing | Mercedes-AMG V6 turbo hybride F1 M14 E Performance 1.6L | Pirelli |                 | BAH     | SAU     | AUS     | AZE     | MIA     | MON     | ESP     | CAN     | AUT     | GBR     | HON     | BEL     | P-B     | ITA     | SIN     | JAP     | QAT     | USA     | MEX     | SAO     | LAS     | ABU     | 28              | 7e         |
| 2023   | Williams Racing | Mercedes-AMG V6 turbo hybride F1 M14 E Performance 1.6L | Pirelli | Alexander Albon | 10e     | Abd.    | Abd.    | 12e     | 14e     | 14e     | 16e     | 7e      | 11e     | 8e      | 11e     | 14e     | 8e      | 7e      | 11e     | Abd.    | 13e     | 9e      | 9e      | Abd.    | 12e     | 14e     | 28              | 7e         |
| 2023   | Williams Racing | Mercedes-AMG V6 turbo hybride F1 M14 E Performance 1.6L | Pirelli | Logan Sargeant  | 12e     | 16e     | 16e*    | 16e     | 20e     | 18e     | 20e     | Abd.    | 13e     | 11e     | 18e*    | 17e     | Abd.    | 13e     | 14e     | Abd.    | Abd.    | 10e     | 16e     | 11e     | 16e     | 16e     | 28              | 7e         |

Légende : ici 
- *Le pilote n'a pas terminé la course mais est classé pour avoir parcouru 90% de la distance.